# Pavonia fonsecana
Pavonia fonsecana là một loài thực vật có hoa trong họ Cẩm quỳ. Loài này được (Standl.) Fryxell mô tả khoa học đầu tiên năm 1997.